# Ronde van Frankrijk 2008/Achtste etappe
De achtste etappe van de Ronde van Frankrijk 2008 werd verreden op 12 juli 2008 over een afstand van 172,5 kilometer tussen Figeac en Toulouse. De etappe voerde over twee heuvels van de vierde categorie en twee van de derde categorie, daarmee was het de laatste vrij vlakke etappe voor de twee bergetappes van de Pyreneeën. Rabobankrenner Juan Antonio Flecha, destijds rijdend voor Banesto, was in 2004 de laatste winnaar in Toulouse.

## Vooraf
Op de avond voorafgaande aan de etappe werd bekend dat Manuel Beltrán door zijn ploeg Liquigas uit de koers gehaald zou worden. Na de eerste etappe was Beltrán positief getest op het gebruik van doping. De rest van de ploeg mocht wel gewoon starten in deze etappe, omdat Beltrán direct na zijn positieve test werd geschorst. Teammanager Roberto Amadio van Liquigas maakte bekend dat Beltrán heeft verklaard niets te verbergen te hebben. Volgens Pierre Bordry, hoofd van de Agence française de lutte contre le dopage (Frans agentschap voor de strijd tegen doping), "waren er niet alleen sporen van epo, er wás epo."

## Verloop
Om één uur vertrok het peloton voor de achtste etappe. Na een paar kilometer was er de eerste ontsnapping van de dag: William Frischkorn, Gianpaolo Cheula, Christophe Riblon, Benoît Vaugrenard, Stéphane Augé, de Nederlander Niki Terpstra en de Belg Sébastien Rosseler probeerden weg te geraken, maar ze werden meteen weer gegrepen. Leider in het bergklassement David de la Fuente ging er dan vandoor en nam de punten op de eerste klim van de dag; hij liet zich inlopen. Simon Gerrans en Egoi Martínez kwamen op korte afstand boven en zetten door, maar ook zij werden weer bijgehaald.
Op de tweede klim van de dag ging Laurent Lefèvre ervandoor, en het peloton gaf hem een mooie voorsprong cadeau. Amets Txurruka probeerde de sprong naar de leider te maken, maar Jérôme Pineau, ploegmaat van Lefèvre, schoof mee in het wiel en nam niet over. Christophe Riblon kwam ook aansluiten bij de twee achtervolgers. Na de laatste beklimming van de dag hield Lefèvre wat in, de drie achtervolgers konden komen aansuiten. Het peloton vond het allemaal goed en liet begaan: halverwege de etappe werd de maximumvoorsprong van 5 minuten en 30 seconden bereikt.
Met nog 50 kilometer voor de boeg werd een valpartij gemeld: bij de slachtoffers waren onder andere Riccardo Riccò, Jens Voigt en Gerald Ciolek. Het peloton liep in op de vluchters: ze hadden nog zo'n 3 minuten voorsprong op dat moment.
Op 30 kilometer van het einde bedroeg voorsprong van de vier nog een halve minuut, dus hield het peloton wat in om de vluchters niet te vroeg te grijpen. Niki Terpstra maakte hiervan gebruik om de sprong te proberen maken naar de kop van de koers, maar zijn poging draaide op niets uit.
Op de laatste hellende meters van de rit, op 15 kilometer van de aankomst, was de samenwerking bij de koplopers zoek. Lefèvre moest lossen, Txurruka en Pineau gingen versnellen, ook voor Riblon ging het dan wat te snel. Het peloton, waarin vooral Liquigas het kopwerk deed, had nog steeds alles onder controle: het verschil met de twee koplopers was nog 45 seconden toen Riblon en Lefèvre gegrepen werden.
Op vier kilometer werden de twee gegrepen en kwam Team Columbia, met Mark Cavendish als sprinter, resoluut op kop. Met nog twee kilometer te gaan kwam een treintje van Quick-Step opzetten, maar Gert Steegmans, hun sprinter, kwam veel te vroeg op kop. Gerald Ciolek kwam op 300 meter uit zijn wiel om de sprint aan te trekken voor Mark Cavendish. Cavendish zette zijn sprint in op 150 meter van de streep en won makkelijk, Ciolek werd zelfs nog tweede. Rabobankrenner Óscar Freire veroverde door zijn vierde plaats de groene trui, hij staat nu gelijk met geletruidrager Kim Kirchen.

### Tussensprints
| Tussensprint La Salvetat-Peyralès na 57,5 km |                   |        |
| Plaats                                       | Naam              | Punten |
| Winnaar                                      | Laurent Lefèvre   | 6      |
| 2                                            | Amets Txurruka    | 4      |
| 3                                            | Christophe Riblon | 2      |

| Tussensprint Carmaux na 85 km |                   |        |
| Plaats                        | Naam              | Punten |
| Winnaar                       | Christophe Riblon | 6      |
| 2                             | Laurent Lefèvre   | 4      |
| 3                             | Amets Txurruka    | 2      |

| Tussensprint Rabastens na 134,5 km |                 |        |
| Plaats                             | Naam            | Punten |
| Winnaar                            | Laurent Lefèvre | 6      |
| 2                                  | Amets Txurruka  | 4      |
| 3                                  | Jérôme Pineau   | 2      |

### Bergsprints
| Beklimming Côte de Loupiac na 9 km | Beklimming Côte de Loupiac na 9 km | Beklimming Côte de Loupiac na 9 km | 4e cat. 2,7 km à 6 % | 4e cat. 2,7 km à 6 % |
| Plaats                             | Naam                               | Naam                               | Punten               |                      |
| Winnaar                            | David de la Fuente                 | David de la Fuente                 | 3                    |                      |
| 2                                  | Simon Gerrans                      | Simon Gerrans                      | 2                    |                      |
| 3                                  | Egoi Martínez                      | Egoi Martínez                      | 1                    |                      |

| Beklimming Côte de Macarou na 36,5 km | Beklimming Côte de Macarou na 36,5 km | Beklimming Côte de Macarou na 36,5 km | 3e cat. 4,2 km à 6,1 % | 3e cat. 4,2 km à 6,1 % |
| Plaats                                | Naam                                  | Naam                                  | Punten                 |                        |
| Winnaar                               | Laurent Lefèvre                       | Laurent Lefèvre                       | 4                      |                        |
| 2                                     | David de la Fuente                    | David de la Fuente                    | 3                      |                        |
| 3                                     | Yoann Le Boulanger                    | Yoann Le Boulanger                    | 2                      |                        |
| 4                                     | Sandy Casar                           | Sandy Casar                           | 1                      |                        |

| Beklimming Côte de la Guionie na 52,5 km | Beklimming Côte de la Guionie na 52,5 km | Beklimming Côte de la Guionie na 52,5 km | 4e cat. 1,5 km à 5,5 % | 4e cat. 1,5 km à 5,5 % |
| Plaats                                   | Naam                                     | Naam                                     | Punten                 |                        |
| Winnaar                                  | Laurent Lefèvre                          | Laurent Lefèvre                          | 3                      |                        |
| 2                                        | Amets Txurruka                           | Amets Txurruka                           | 2                      |                        |
| 3                                        | Christophe Riblon                        | Christophe Riblon                        | 1                      |                        |

| Beklimming Côte du Port de la Besse na 70,5 km | Beklimming Côte du Port de la Besse na 70,5 km | Beklimming Côte du Port de la Besse na 70,5 km | 3e cat. 4,1 km à 4,5 % | 3e cat. 4,1 km à 4,5 % |
| Plaats                                         | Naam                                           | Naam                                           | Punten                 |                        |
| Winnaar                                        | Laurent Lefèvre                                | Laurent Lefèvre                                | 4                      |                        |
| 2                                              | Amets Txurruka                                 | Amets Txurruka                                 | 3                      |                        |
| 3                                              | Jérôme Pineau                                  | Jérôme Pineau                                  | 2                      |                        |
| 4                                              | Christophe Riblon                              | Christophe Riblon                              | 1                      |                        |

## Uitslag
| rang | renner             | land                | ploeg                 | tijd       |
| ---- | ------------------ | ------------------- | --------------------- | ---------- |
| 1    | Mark Cavendish     | Verenigd Koninkrijk | Team Columbia         | 4u 02' 54" |
| 2    | Gerald Ciolek      | Duitsland           | Team Columbia         | z.t.       |
| 3    | Jimmy Casper       | Frankrijk           | Agritubel             | z.t.       |
| 4    | Óscar Freire       | Spanje              | Rabobank              | z.t.       |
| 5    | Robert Förster     | Duitsland           | Team Gerolsteiner     | z.t.       |
| 6    | Erik Zabel         | Duitsland           | Team Milram           | z.t.       |
| 7    | Gert Steegmans     | België              | Quick-Step            | z.t.       |
| 8    | Sébastien Chavanel | Frankrijk           | La Française des Jeux | z.t.       |
| 9    | Thor Hushovd       | Noorwegen           | Crédit Agricole       | z.t.       |
| 10   | Robert Hunter      | Zuid-Afrika         | Barloworld            | z.t.       |

## Algemeen klassement
| rang | renner                | land                | ploeg                  | tijd        |
| ---- | --------------------- | ------------------- | ---------------------- | ----------- |
|      | Kim Kirchen           | Luxemburg           | Team Columbia          | 32u 26' 34" |
| 2    | Cadel Evans           | Australië           | Silence-Lotto          | op 6"       |
| 3    | Stefan Schumacher     | Duitsland           | Team Gerolsteiner      | op 16"      |
| 4    | Christian Vande Velde | Verenigde Staten    | Team Garmin - Chipotle | op 44"      |
| 5    | Denis Mensjov         | Rusland             | Rabobank               | op 1' 03"   |
| 6    | Alejandro Valverde    | Spanje              | Caisse d'Epargne       | op 1' 12"   |
| 7    | David Millar          | Verenigd Koninkrijk | Team Garmin - Chipotle | op 1' 14"   |
| 8    | Stijn Devolder        | België              | Quickstep              | op 1' 21"   |
| 9    | Óscar Pereiro         | Spanje              | Caisse d'Epargne       | z.t.        |
| 10   | Thomas Lövkvist       | Zweden              | Team Columbia          | z.t.        |

## Strijdlustigste renner
| renner          | land      | ploeg            |
| --------------- | --------- | ---------------- |
| Laurent Lefèvre | Frankrijk | Bouygues Télécom |

## Nevenklassementen

### Puntenklassement
| rang | renner       | land      | ploeg           | punten |
| ---- | ------------ | --------- | --------------- | ------ |
|      | Óscar Freire | Spanje    | Rabobank        | 119    |
| 2    | Kim Kirchen  | Luxemburg | Team Columbia   | 119    |
| 3    | Thor Hushovd | Noorwegen | Crédit Agricole | 105    |

### Bergklassement
| rang | renner             | land      | ploeg            | punten |
| ---- | ------------------ | --------- | ---------------- | ------ |
|      | David de la Fuente | Spanje    | Saunier Duval    | 34     |
| 2    | Sylvain Chavanel   | Frankrijk | Caisse d'Epargne | 27     |
| 3    | Thomas Voeckler    | Frankrijk | Bouygues Télécom | 27     |

### Jongerenklassement
| rang | renner          | land      | ploeg                | tijd        |
| ---- | --------------- | --------- | -------------------- | ----------- |
|      | Thomas Lövkvist | Zweden    | Team Columbia        | 32u 27' 55" |
| 2    | Andy Schleck    | Luxemburg | Team CSC - Saxo Bank | op 37"      |
| 3    | Maxime Monfort  | België    | Cofidis              | op 46"      |

### Ploegenklassement
| rang | ploeg                | land             | tijd        |
| ---- | -------------------- | ---------------- | ----------- |
|      | Team CSC - Saxo Bank | Denemarken       | 97u 22' 08" |
| 2    | Team Columbia        | Verenigde Staten | op 2' 52"   |
| 3    | Caisse d'Epargne     | Spanje           | op 3' 29"   |